# Ebrima Colley
Ebrima Colley (ur. 1 lutego 2000 w Serrekundzie) – gambijski piłkarz występujący na pozycji napastnika w szwajcarskim klubie BSC Young Boys oraz w reprezentacji Gambii. Wychowanek Atalanty, w trakcie swojej kariery grał także w Hellasie Verona, Spezii i Fatih Karagümrük SK.